# Maraude
Pour les articles homonymes, voir Maraudage.
Ne doit pas être confondu avec Glanage.

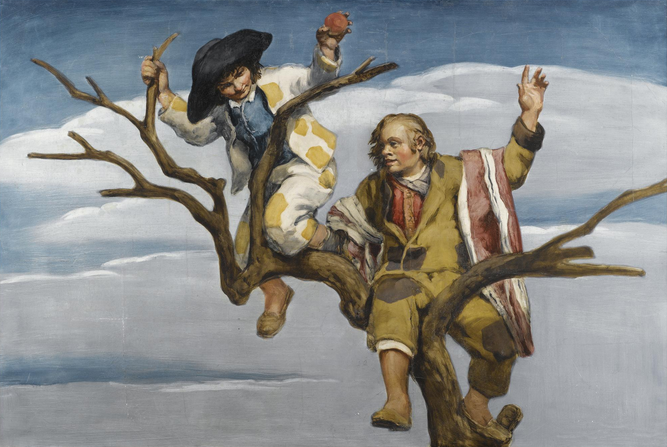
Tableau de Josep Maria Sert de 1932 dépeignant de jeunes garçons volant une pomme sur un pommier.

La maraude ou le maraudage est l'activité qui consiste à se procurer des produits alimentaires sur un lieu d'exploitation agricole sans en avoir l'autorisation de l'exploitant et sans contrepartie financière, matérielle ou de service. Cette activité généralement illégale et qui s'apparente au vol se distingue du glanage qui consiste à récupérer ce qui reste après la récolte et qui constitue un droit dans de nombreuses régions du monde.

## Champ d'action

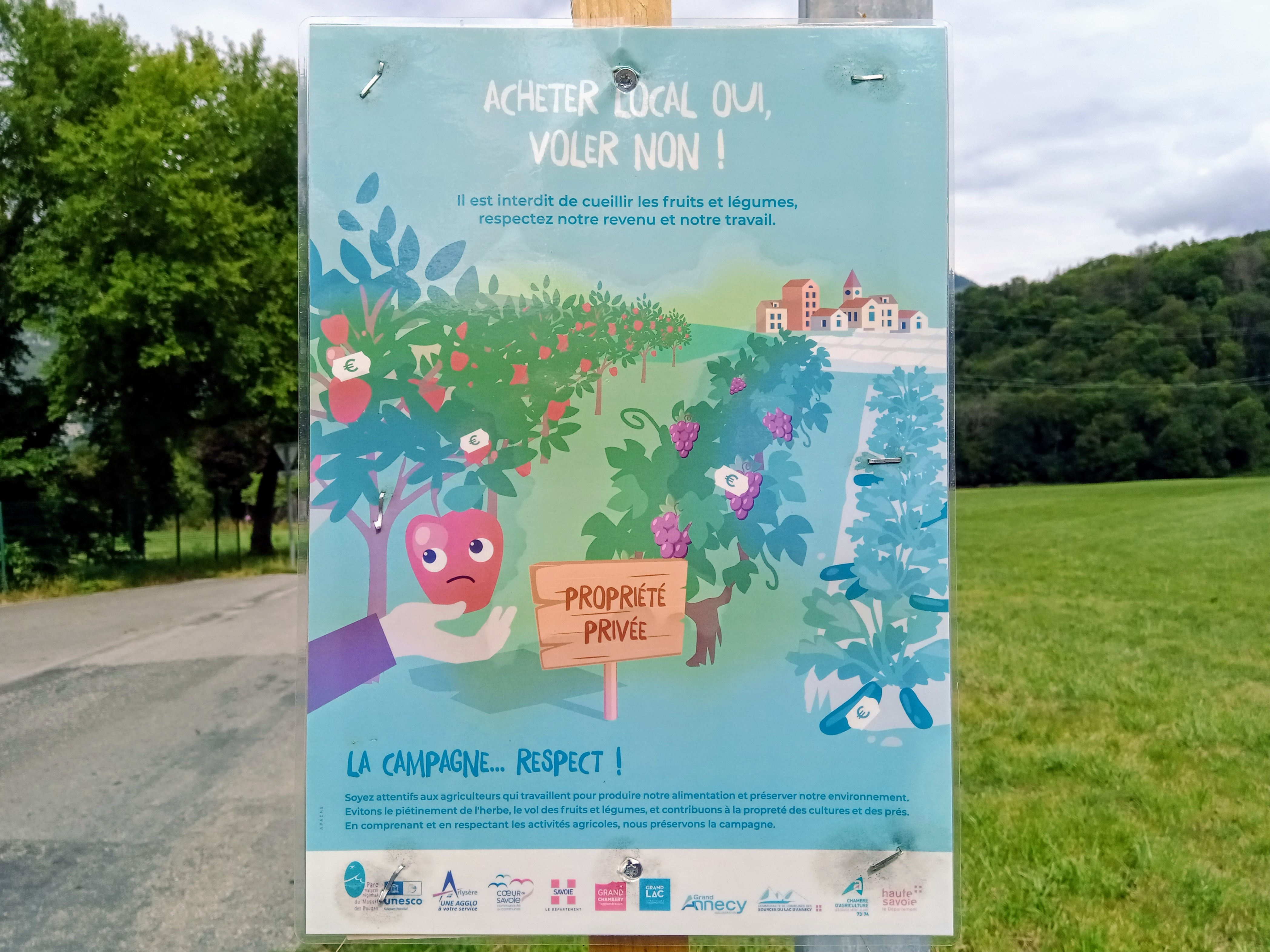
Affiche de prévention contre la maraude des fruits et légumes en France.

Typiquement, les fruits et légumes dans les champs et vergers sont concernés par la maraude mais dans certains cas, des sous-produits agricoles tels que le foin après moisson ou encore les arbres isolés comme les sapins avant les fêtes de fin d'année sont subtilisés. Dans des cas extrêmes, un champ entier peut être récolté à l'insu de son propriétaire.
Si la maraude reste une activité plus ou moins marginale dans les pays développés et se limite à la cueillette d'une poignée de denrée qui peut être consommée immédiatement, elle peut connaitre des épisodes de recrudescence lors de périodes économiquement plus difficiles pour les populations les plus précaires.

## Histoire

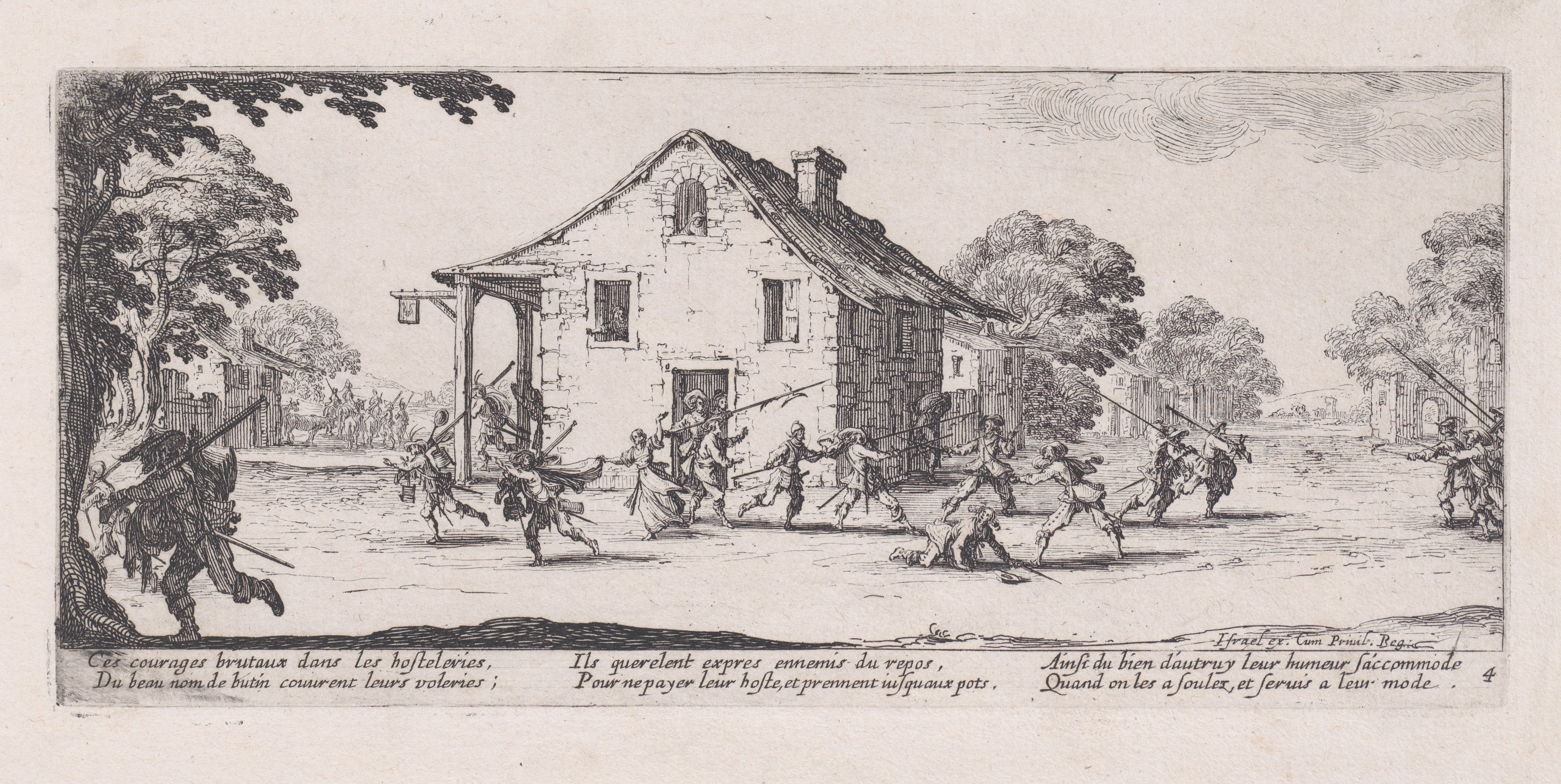
La Maraude extrait de Les Misères et les Mal-Heures de la Guerre, estampe de 1633 de Jacques Callot.

Historiquement, selon les lieux et les époques, la maraude désigne pour les soldats en campagne militaire le « droit », plus ou moins encadré par la loi, de se servir en victuailles dans les fermes qu'ils rencontrent. La limite est cependant floue entre maraudage, rapine et pillage.